# 异孢蹄盖蕨
异孢蹄盖蕨（学名：Athyrium ×heterosporum）为蹄盖蕨科蹄盖蕨属下的一个种。

## 扩展阅读
- 維基物種上的相關：异孢蹄盖蕨